# Official Rock & Metal Chart
La Official Rock & Metal Chart è la classifica musicale stilata dalla Official Charts Company per i 40 singoli e i 40 album rock e metal più venduti nel Regno Unito. Le due classifiche sono nate nel 1994.